# Эретрия (дим)
Эре́трия (греч. Δήμος Ερέτριας) — община (дим) в Греции. Расположена на острове Эвбее в Эгейском море. Входит в периферийную единицу Эвбею в периферии Центральной Греции. Население 13 053 жителя по переписи 2011 года. Площадь 168,557 квадратного километра. Плотность 77,44 человека на квадратный километр. Административный центр — Эретрия. Димархом на местных выборах 2014 года избрана Амфитрити Алимбате (Αμφιτρίτη Αλημπατέ).
В 2011 году по программе «Калликратис» к общине Эретрии присоединена упразднённая община Амаринтос.

## Административное деление

Административное деление общины:
1 — Эретрия
2 — Амаринтос

Община (дим) Эретрия делится на 2 общинные единицы.